# O Boriba (El exiliado)
O Boriba (El exiliado) – zbiór poetycki autorstwa Juana Balboy Boneke wydany w 1982 roku.
Powstawał na Majorce, gdzie autor przebywał na wychodźstwie politycznym. Relatywnie niewielki (58 stron), podzielony jest niemniej na cztery części i prolog. Porusza częste we współczesnej sobie literaturze gwinejskiej motywy długotrwałej, przymusowej emigracji i poszukiwania tożsamości, próbuje również niejako znaleźć sobie miejsce w nowej, post-frankistowskiej Hiszpanii. Dotyka również psychologii uchodźstwa, wspomina tak o emocjonalnym rozdarciu wygnańca, jak i o jego lęku, często naznaczonym paradoksem, przed powrotem. Czasami określany jako publikacja dwujęzyczna, eksperymentuje z użyciem bubi, ojczystej mowy Boneke, jako niezależnego tworzywa literackiego. 
Wydany w Mataró nakładem gwinejskiego zrzeszenia pisarzy hiszpańskojęzycznych (La Agrupación Hispana de Escritores). Jego fragmenty reprodukowane były w antologiach poetyckich, w tym w Literatura de Guinea Ecuatorial (2000) i Voces del sur: Aproximación a la poesía africana.